# Alexander Koll (Schauspieler)

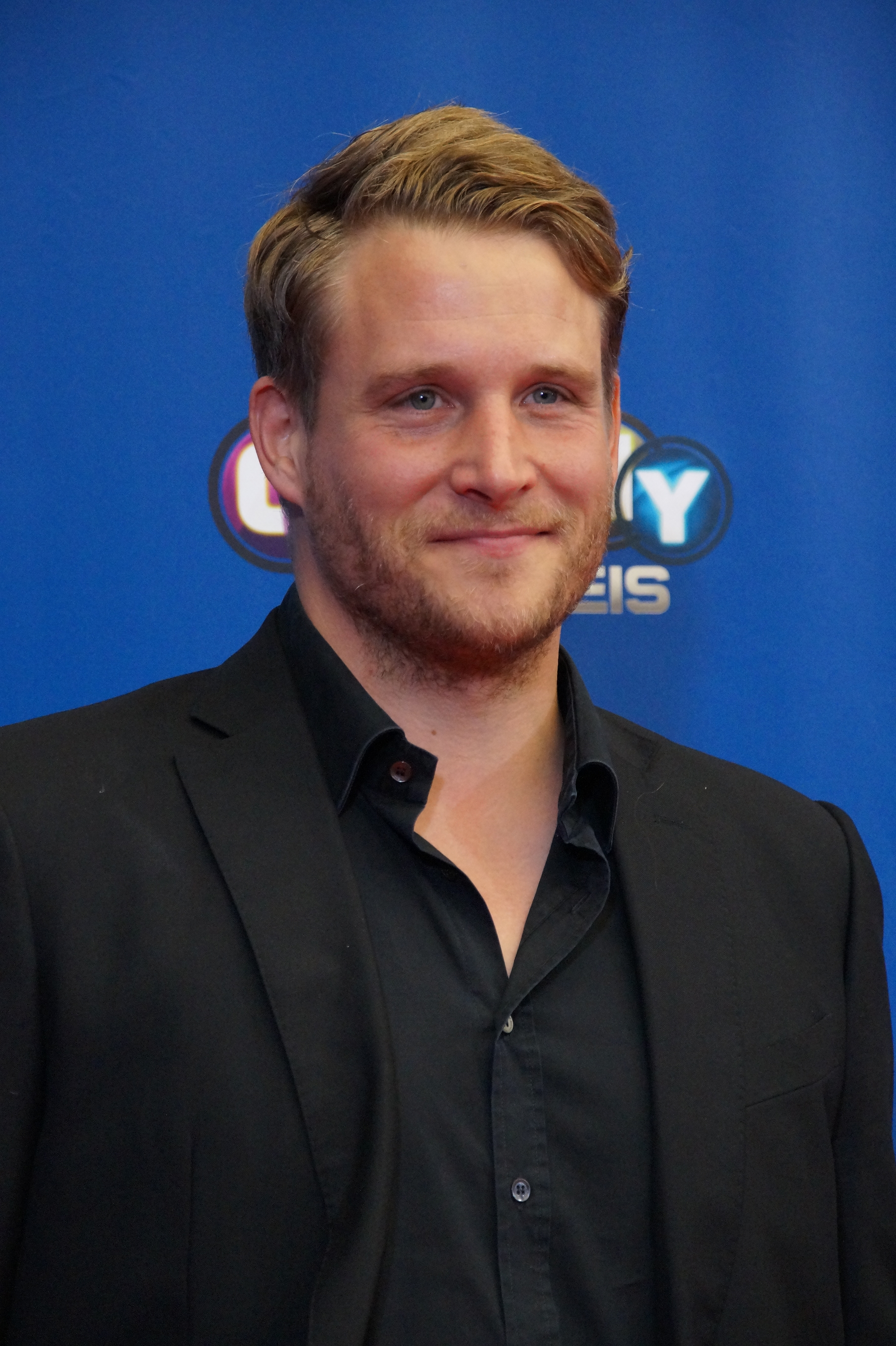
Alexander Koll beim Comedypreis 2016, im Oktober 2016, Köln

Alexander Koll (* 1980 in Eschweiler) ist ein deutscher Schauspieler und Hörspielsprecher.

## Leben
Alexander Koll entdeckte seine Liebe zur Schauspielerei in einem Literaturkreis des Städtischen Gymnasiums Eschweiler. Nach der Ableistung seines Zivildienstes und einem sechsmonatigen Australien-Aufenthalt begann Koll Volkswirtschaftslehre und Wirtschaftsgeographie zu studieren, was er aber bereits nach einem Semester wieder aufgab. Koll absolvierte daraufhin ein Praktikum am Theater Aachen, ehe er im September 2003 ein Studium an der Hochschule für Musik und Theater Rostock begann, das er 2007 mit dem Diplom abschloss. Bereits 2005 hatte Koll in der Rolle des Demetrius in William Shakespeares Sommernachtstraum am Mecklenburgischen Staatstheater Schwerin eine seiner ersten Rollen gespielt. Von 2007 bis 2014 hatte er ein Festengagement am Theater Augsburg. Hier war er unter anderem Sigismund Sülzheimer in der Operette Im weißen Rößl von Ralph Benatzky, Herzog Orsino in der Shakespeare-Komödie Was ihr wollt, Jonathan Brewster in Arsen und Spitzenhäubchen von Joseph Kesselring und der Obrist Kottwitz im Prinz Friedrich von Homburg von Heinrich von Kleist.
Für Film und Fernsehen arbeitet Alexander Koll seit Ende der 2000er Jahre. Er spielte in den ersten 111 Folgen der Serie Die Anrheiner als Kommissar Michael Sommer, hatte Gastrollen in weiteren Serien wie SOKO Köln und Mein Leben & Ich und war in verschiedenen Episoden der Comedy-Reihe Knallerfrauen an der Seite von Martina Hill zu sehen. Daneben wirkte Koll in einigen Hörspielproduktionen des Westdeutschen Rundfunks mit.
Mit Beginn der Saison 2018 übernahm Alexander Koll die Rolle des Klaus Störtebeker bei den Störtebeker-Festspielen auf der Naturbühne in Ralswiek, die er im Januar 2020 wieder aufgab.
2006 erhielt Alexander Koll einen Solopreis auf dem Treffen deutscher Schauspielschulen in München. Er lebt in Aachen.

## Filmografie
- 2008: Angie – Jägerinnen des verlorenen Schatzes
- 2008: In Between (Kurzfilm)
- 2009: Mein Leben & Ich – Lebe dein Leben!
- 2011–2013: Ein Fall für die Anrheiner (Folgen 1–111 als Polizeikommissar Michael Sommer)
- 2012: Pommes essen
- 2012–2014: Knallerfrauen (32 Folgen)
- 2013: Der Weihnachtskrieg
- 2014: Nicht mein Tag
- 2014, 2022: SOKO Köln – Tod am Telefon, Bürgerkrieg in Büsdorf
- 2015: Lindenstraße – Mit doppeltem Boden
- 2015, 2022: Inga Lindström – Liebe deinen Nächsten, Jemand liebt dich
- 2015: Friesland – Familiengeheimnisse
- 2016: In aller Freundschaft – Die jungen Ärzte – Nicht reden, sondern tun
- 2016: Tatort: Taxi nach Leipzig
- 2017–2019, 2021, 2022, 2023: Bettys Diagnose (Fernsehserie)
- 2018: Gladbeck
- 2019: In aller Freundschaft – Perfekte Paare
- 2019: Heldt – Keiner von uns
- 2019: Kroymann (Satiresendung, 1 Folge)
- 2019: Pastewka (Fernsehserie; Staffel 10, Folge 8)
- 2021: Der Staatsanwalt (Staffel 16 / Folge 1)
- 2021: Der Rebell – Von Leimen nach Wimbledon
- seit 2023: Die Landarztpraxis

## Hörspiele
- 2012: Die dumme Augustine – Autor: Otfried Preußler – Regie: Burkhard Ax
- 2012: Der Halbierte (Märchen aus Italien) – Regie: Uwe Schareck und Uta Reitz
- 2013: Tierische Profite – Autorin: Donna Leon – Regie: Uwe Schareck
- 2013: Rattenkönig Birlibi (Märchen) – Regie: Uwe Schareck und Uta Reitz
- 2013: Das Goldpantöffelchen (Märchen aus Spanien) – Regie: Uwe Schareck und Uta Reitz
- 2014: Der Padischah und die dreißig Peris (Märchen aus der Türkei) – Regie: Uwe Schareck und Uta Reitz

## Theaterrollen (Auswahl)
- Saison 2018 und 2019: Störtebeker-Festspiele als Klaus Störtebeker